# Rainier (Washington)
Rainier az Amerikai Egyesült Államok északnyugati részén, Washington állam Thurston megyéjében elhelyezkedő város. A 2010. évi népszámlálási adatok alapján 1794 lakosa van.
A Rainieri Tankerület által fenntartott iskolákban 2017 májusában 847 diák tanult.
Augusztusban rendezik meg a Rainier Round-Up Dayst, valamint a Rainier Community & Alumni Celebrationt. A Relay for Life során a középiskola atlétikai pályáján 18 órán át sétálva az American Cancer Society számára gyűjtenek pénzt.

## Történet
A település nevét a Rainier-hegyre nyíló kilátás miatt kapta. Az első telepesek az 1890-ben ideérkező Albert és Maria Gehrke voltak. Egy év múlva Henry Harmer megnyitotta a helység első üzletét és postahivatalát.
1896-ban Albert Gehrke és két testvére, Theodore és Paul megépítették Rainier iskoláját és templomát.
1906-ban megnyílt a fafeldolgozással foglalkozó Bob White Lumber Company. Az 1920-as évek végén és az 1930-as évek elején a faipari létesítmények többsége leégett, így a lakosok a Weyerhauser vaili üzemébe jártak dolgozni.
1940-ben a lakosságszám elérte az 500 főt. 1941-ben a Work Progress Administration Guide to Washington kiadványában a következőket írták Rainierről: „a gazdálkodók és favágók közösségi központja, azonban bezárt gyárai és üres lakóházai miatt kísértetvárosként jellemezhető”.
Rainier 1947. október 23-án kapott városi rangot.

## Éghajlat
| Hónap                         | Jan.  | Feb.  | Már.  | Ápr. | Máj. | Jún. | Júl. | Aug. | Szep. | Okt.  | Nov.  | Dec.  | Év    |
| ----------------------------- | ----- | ----- | ----- | ---- | ---- | ---- | ---- | ---- | ----- | ----- | ----- | ----- | ----- |
| Rekord max. hőmérséklet (°C)  | 17,8  | 22,8  | 26,1  | 31,1 | 35,6 | 37,8 | 40,0 | 40,0 | 36,7  | 32,2  | 22,8  | 17,8  | 40,0  |
| Átlagos max. hőmérséklet (°C) | 7,8   | 9,4   | 12,2  | 15,0 | 18,3 | 21,7 | 25,0 | 25,6 | 22,2  | 15,6  | 10,0  | 6,7   | 15,8  |
| Átlagos min. hőmérséklet (°C) | 1,1   | 0,6   | 1,7   | 3,3  | 6,1  | 8,9  | 10,6 | 10,6 | 7,8   | 5,0   | 2,2   | 0,6   | 4,9   |
| Rekord min. hőmérséklet (°C)  | −22,2 | −18,3 | −12,8 | −5,0 | −3,9 | −1,1 | 1,7  | 0,6  | −3,9  | −10,0 | −18,3 | −21,7 | −22,2 |
| Átl. csapadékmennyiség (mm)   | 199   | 138   | 134   | 90   | 59   | 45   | 16   | 24   | 43    | 117   | 219   | 189   | 1273  |
| Forrás: The Weather Channel   |       |       |       |      |      |      |      |      |       |       |       |       |       |

## Népesség
A 2010-es népszámláláskor a városnak 1794 lakója, 656 háztartása és 484 családja volt. A népsűrűség 398,7 fő/km2. A lakóegységek száma 717, sűrűségük 159,3 db/km2. A lakosok 90,7%-a fehér, 1,2%-a afroamerikai, 1,2%-a indián, 1,1%-a ázsiai, 0,1%-a a Csendes-óceáni szigetekről származik, 1,1%-a egyéb, 4,6%-a pedig kettő vagy több etnikumú. A spanyol vagy latino származásúak aránya 5% (   )
A háztartások 40,1%-ában élt 18 évnél fiatalabb. 54,1% házas, 13,4% egyedülálló nő, 6,3% egyedülálló férfi, 26,2% pedig nem család. 20,3% egyedül élt; 5,6%-uk 65 éves vagy idősebb. Egy háztartásban átlagosan 2,73 személy élt; a családok átlagmérete 3,11 fő.
A medián életkor 37,1 év volt. A város lakóinak 26%-a 18 évesnél fiatalabb, 7% 18 és 24 év közötti, 28,2%-uk 25 és 44 év közötti, 29,2%-uk 45 és 64 év közötti, 9,4%-uk pedig 65 éves vagy idősebb. A lakosok 49,7%-a férfi, 50,3%-a pedig nő.

## Fordítás
- Ez a szócikk részben vagy egészben  a   Rainier, Washington című angol Wikipédia-szócikk ezen változatának fordításán alapul.  Az eredeti cikk szerkesztőit annak laptörténete sorolja fel. Ez a jelzés csupán a megfogalmazás eredetét és a szerzői jogokat jelzi, nem szolgál a cikkben szereplő információk forrásmegjelöléseként.